# Laura Cumming
Laura Cumming es crítica de arte del periódico The Observer. Antes trabajó para The Guardian, New Statesman y la BBC. Además de su carrera periodística, Cumming ha escrito sobre autorretratos en el arte y el descubrimiento de un retrato perdido de Diego Velázquez en 1845. The Vanishing Man fue un éxito de ventas del New York Times y ganó el premio James Tait Black Memorial en 2017. 

## Primeros años
Cumming es hija del artista escocés James Cumming y de  Betty Elston. Llegó a Londres cuando tenía poco más de veinte años y trabajó allí en publicaciones en la década de 1980. Aunque estudió literatura, descubrió que el "sentido de la vida" le llegaba más "a través del flujo de imágenes" que de las oraciones.
Chatto publicó en julio de 2019 un libro de memorias basado en la desaparición de su madre cuando ella era niña, On Chapel Sands: My mother and Other Missing Persons, que fue finalista el Premio Baillie Gifford 2019.

## Trayectoria
Cumming fue editora literaria de The Listener de la BBC, editora asistente del New Statesman y presentadora de Nightwaves en BBC Radio 3.
Ha escrito dos libros sobre arte. Su trabajo sobre autorretratos, A Face to the World: On Self-Portraits (2009), fue elogiado por Serena Davies en The Daily Telegraph por tratar de "persuadirnos, con suntuosos superlativos, de lo grandioso de sus temas" en lugar de desconcertar al lector con teorías sobre el arte como lo hacen otras obras. Su trabajo sobre el descubrimiento de un retrato perdido de Diego Velázquez por John Snare en 1845, The Vanishing Man: In Pursuit of Velázquez (2016), fue descrito por Honor Clerk en The Spectator como "un estudio sobre la obsesión, un canto de alabanza a un artista genial, una historia de detectives y, para el autor, un exorcismo contra el dolor". Fisun Güner, en The Independent, elogiaba los "los hermosos y convincentes relatos de las pinturas de Velázquez" que revelaban tanto sobre la relación de Cumming con la obra de Velázquez como sobre el tema del libro. Jonathan Beckman en The Times, sin embargo, opinaba que el libro era "exagerado" y que sus materiales de origen (o la falta de ellos) no soportaban el peso que Cumming les atribuía. El libro fue serializado en BBC Radio 4 en una lectura de Siobhan Redmond.
El libro de Cumming On Chapel Sands: My Mother and Other Missing Persons, publicado en 2019, fue finalista del premio Costa Book en la categoría Biografía y Memorias, 2019. Thunderclap: A Memoir of Art and Life and Sudden Death, publicado en 2023, fue calificado por un crítico como "una autobiografía en imágenes que funciona como un recorrido por el arte del  Siglo de de oro neerlandés" y "ante todo, por  ser una biografía. Sus elegíacos meandros vuelven una y otra vez a la figura de Carel Fabritius”, quien ha sido “[t]axonomizado por los historiadores del arte como el 'eslabón perdido' entre Rembrandt (en cuyo taller fue aprendiz) y Vermeer..." 

## Publicaciones seleccionadas
- Julian Barnes. Book Trust en asociación con el   British Council, London, 1990.
- A Face to the World: On Self-Portraits. HarperPress, London, 2009. ISBN 9780007118434
- The Vanishing Man: In Pursuit of Velázquez. Chatto & Windus, London, 2016, ISBN 9780701188443; publicado en Estados Unidos comoThe Vanishing Velázquez: A 19th-century Bookseller's Obsession with a Lost Masterpiece Scribner, Nueva York, 2016, ISBN 978-1-4767-6215-9.
- On Chapel Sands: My Mother and Other Missing Persons. Chatto & Windus, Londres, 2019, ISBN 9781784742478.

- Thunderclap: A Memoir of Art and Life and Sudden Death. Scribner, Londres, 2023. ISBN 9781982181765